# Bole-Tangale jezici
Bole-Tangale jezici, skupina A.2 zapadnočadskih jezika iz Nigerije. Podijeljena je na dvije uže skupine, bole s 14 i tangale sa 7 jezika. Zajedno s jezicima A.1. Hausa-Gwandara (2); A.3. Angas-Gerka (12) i A.4. Ron-Fyer (7) čini zapadnočadsku A skupinu.
Skupina Bole uz prave bole jezike obuhvaća i jezike bure i karekare, a tangale i jezik dera.

## Vanjske poveznice
- Ethnologue (14th)
- Ethnologue (15th)